# Kanipahu
Kanipahu (vladao od 1215. do 1245.) je bio kralj otoka Havaji (havajski Hawaiʻi) na drevnim Havajima, iz dinastije Pili. 
Bio je sin kralja Kaniuhua i kraljice Hiliamakani te je oca naslijedio na tronu. Djed mu je bio Kukohou.
Kanipahu je oženio ženu zvanu Alaʻikauakoko, koja mu je bila poluteta. Njihovi sinovi su bili Kanaloa (nazvan po jednom bogu) i Kalapa.
Premda je Kanipahu bio zakoniti vladar otoka, svrgnuo ga je čovjek zvan Kamaiole. Kanipahu je pobjegao na otok Molokai, gdje je živio kao podanik kraljice Hualani, koja se kasnije za njega udala te mu rodila jedno dijete, sina zvanog Kalahumoku.
Kalapa je poslije postao kralj Havaja.